# دان فيشباك
دان فيشباك (بالإنجليزية: Dan Fishback)‏ هو فنان أداء وكاتب مسرحي ومغن مؤلف أمريكي، ولد في 4 نوفمبر 1981 في واشنطن العاصمة في الولايات المتحدة.

## وصلات خارجية
- دان فيشباك على موقع ميوزك برينز (الإنجليزية)
- دان فيشباك على موقع ديسكوغز (الإنجليزية)